# مكدامية صغيرة

مكدامية صغيرة (الاسم العلمي:Macadamia minor) هي نوع نباتي يتبع جنس المكدامية من الفصيلة البروطية.